# Комин-Варнетон
Комин-Варнетон (на френски: Comines-Warneton) е град в Югозападна Белгия, окръг Мускрон на провинция Ено. Разположен е на река Лейе. Населението му е около 17 600 души (2006).